# Остров Колдун (фильм)
«Остров Колдун» — советский чёрно-белый художественный приключенческий фильм, снятый по одноимённой повести Евгения Рысса режиссёром Татьяной Лукашевич на киностудии «Мосфильм» в 1964 году. Это последний фильм режиссёра.

## Сюжет
Старому капитану, списанному с промысловых рейсов, предложили командовать небольшим моторным судном «Книжник», которое развозит книги для рыбаков. Однажды, взяв с собой нескольких ребят, капитан Фома Коновалов отправился в первое, казалось бы, безопасное плавание, но начался шторм, и бот выбросило на голую скалу.

## В ролях
- Николай Волков (старший) — Фома Тимофеевич Коновалов, старый капитан
- Алексей Зайцев — Паша Жгутов, судовой механик
- Борис Юрченко — Степан Новосёлов, матрос
- Раиса Куркина — Наталья Евгеньевна, мама Дани и Вали
- Иван Воронов — капитан иностранного судна
- Елена Максимова — Марья Степановна, жена капитана Коновалова
- Пётр Савин — Пётр Михайлович, капитан военного судна
- Иван Жеваго — боцман иностранного бота
- Сергей Бобров — Скорняков, капитан порта